# السودان الغربي
السودان الغربي اسم أطلقه الأوروبيون على منطقتي نهر السنغال والنيجر، بينما أطلق اسم سودان وادي النيل على المنطقة الواقعة جنوب مصر. أما بالنسبة للجغرافيين والمؤرخين والرحالة المسلمين، فقد كانت بلاد السودان تعني لهم منطقة أوسع بكثير، تمتد جنوب الصحراء الكبرى من المحيط الأطلسي إلى بلاد النوبى على نهر النيل.

## تاريخ
لم ترد عبارة «السودان الغربي» أبدا في كتابات المؤرخين والجغرافيين والرحالة المسلمين كأبو عبيد الله البكري والإدريسي وابن بطوطة وابن خلدون، بل حتى عند هؤلاء الذين جاءوا بعدهم في القرون الخمسة التالية، لأن هذه العبارة لم تظهر إلا في القرن التاسع عشر عندما تم اكتشاف منابع نهري النيل والنيجر، وعرف حينئد أنهما نهران منفصلان عن بعضهما كل الانفصال وليسا نهرا واحدا كما كان يعتقد من قبل، فأطلق الأوروبيون اسم « السودان الغربي» على منطقة نهري السنغال والنيجر، بينما أطلقوا اسم «سودان وادي النيل» وكذلك «السودان المصري» على المنطقة الواقعة جنوب مصر، وهكذا ظهرت عبارة «السودان الغربي»، بينما الجغرافيون والمؤرخون والرحالة المسلمون ومنهم ابن بطوطة وابن خلدون، فقد كانت كلمة «السودان» تعني منطقة أوسع بكثير من المنطقة المسماة حاليا بالسودان الغربي، فبالنسبة لهم، فقد كانت أفريقيا السوداء جنوب الصحراء منقسمة على ثلاثة:
- بلاد السودان الممتدة جنوب الصحراء من المحيط الأطلسي في الغرب إلى نهر النيل في الشرق، وقد اعتقدوا أن نهر النيل هو نهر النيجر وأنهما نهر واحد ولذلك سموا نهر النيجر بالنيل وبحر النيل.
- القسم الثاني هو بلاد الحبشة.
- القسم الثالث هو بلاد الزنج.

لم تكن هناك معلومات مؤكدة عن السودان الغربي قبل دخول الإسلام إلى شمال أفريقيا، فالفينيقيون واليونان ثم الرومان كانوا يعتبرون ما وراء الصحراء الكبرى «أرضا مجهولة مرعبة»، ولم يترك مؤرخوهم شيئا موثوقا به، باستثناء ملاحظاتهم لحياة وسلوك وعادات وتقاليد العبيد الذين نقلوا إلى أوروبا. يقول بوفيل: 
| السودان الغربي | وقبل قدوم العرب لم يكن يعلم شيئا عن إفريقيا جنوب الصحراء ونحن (الأوروبيون) ندين بكل معلوماتنا عن التاريخ المبكر لداخل القارة إلى فئة قليلة من المؤلفين …وديننا لهؤلاء العلماء كبير إلى حد أن عبارة يسيرة من كل لا يمكن إغفالها | السودان الغربي |